# Maisoncelle-Tuilerie

Maisoncelle-Tuilerie este o comună în departamentul Oise, Franța. În 1 ianuarie 2022 avea o populație de 287 de locuitori.